# Porrhomma gertschi
Porrhomma gertschi là một loài nhện trong họ Linyphiidae.
Loài này thuộc chi Porrhomma. Porrhomma gertschi được miêu tả năm 1954 bởi Hackman.